# Matthew Broderick

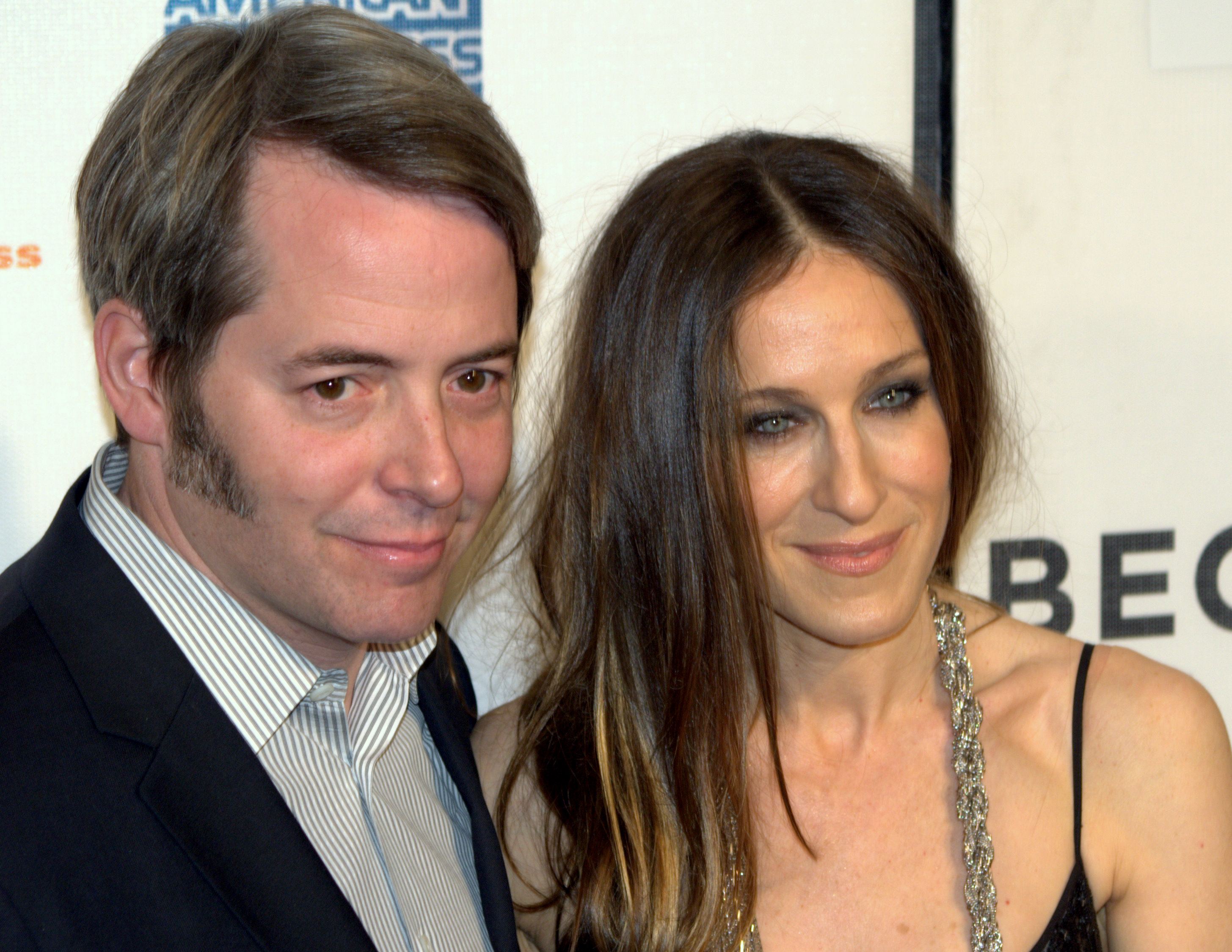
Matthew Broderick z żoną Sarah Jessica Parker (2009)

Matthew Broderick (ur. 21 marca 1962 w Nowym Jorku) – amerykański aktor filmowy, teatralny i telewizyjny, reżyser i producent filmowy.

## Życiorys

### Wczesne lata
Urodził się w Nowym Jorku jako jedyny syn Patricii Broderick (z domu Biow), dramaturg, scenarzystki i reżyserki teatralnej, i Jamesa Josepha Brodericka III, aktora. Jego matka była pochodzenia żydowskiego, a ojciec miał korzenie irlandzkie i angielskie. Wychowywał się z dwiema siostrami – Janet i Marthą. Marzyła mu się kariera piłkarza, lecz kontuzja kolana i udział w szkolnym przedstawieniu szekspirowskim Sen nocy letniej (1977) przesądziły sprawę. W 1980 ukończył szkołę średnią Walden School na Manhattanie i znalazł się pod opieką Uty Hagen, co zagwarantowało mu wejście do Hollywood.

### Kariera
Debiutował na scenie w spektaklu Na walentynkowy dzień (On Valentine’s Day, 1980) jako Brother Vaughn oraz pojawił się na Off-Broadwayu w sztuce poświęconej problemowi homoseksualizmu Harveya Fiersteina Trylogia miłosna (Torch Song Trilogy, 1981) jako David, nastoletnia drag queen Arnold Beckoff. Niedługo potem był już ulubieńcem Broadwayu dzięki znakomitej kreacji Eugene’a Jerome’a w przedstawieniu Neila Simona Wspomnienia z Brighton Beach (Brighton Beach Memoirs, 1983), za którą odebrał nagrodę Tony Award i Światową Nagrodę Teatralną.
Po raz pierwszy wystąpił na wielkim ekranie w komediodramacie według sztuki Neila Simona Powrót Maxa Dugana (Max Dugan Returns, 1983) u boku Marshy Mason, Jasona Robardsa, Donalda Sutherlanda, Davida Morse, Toma Fridleya i Kiefera Sutherlanda. Ale sławę zawdzięcza roli nastoletniego Davida Lightmana, który włamuje się do militarnego systemu komputerowego i o mały włos nie wywołuje kolejnej wojny światowej w dramacie fantastycznonaukowym Johna Badhama Gry wojenne (WarGames, 1983), za którą był nominowany do nagrody Saturna.
W kostiumowym filmie fantasy Richarda Donnera Zaklęta w sokoła (Ladyhawke, 1984) pojawił się jako kieszonkowiec Philippe Gaston staje się jedynym łącznikiem i powiernikiem miłości Lady Isabeau (Michelle Pfeiffer) i Etienne’a z Nawarry (Rutger Hauer). Tytułowa postać siedemnastolatka na wagarach w komedii Johna Hughesa Wolny dzień Ferrisa Buellera (Ferris Bueller's Day Off, 1986) przyniósł mu nominację do nagrody Złotego Globu.
Za rolę Johna w telewizyjnej adaptacji sztuki Davida Mameta Życie w teatrze (A Life in the Theater, 1993) zdobył nominację do nagrody Emmy.
W 1995 został uhonorowany nagrodą Tony za występ w musicalu Jak odnieść sukces w biznesie, zanadto się nie wysilając (How to Succeed in Business Without Really Trying).

## Życie prywatne
W dniu 5 sierpnia 1987 w Irlandii Północnej spowodował wypadek samochodowy, w którym zginęły dwie osoby, za co został ukarany grzywną w wysokości 175 dolarów.
Spotykał się z Jennifer Grey (1986), Daisy Foote, córką scenarzysty Hortona Foote (1986), Helen Hunt (1987), Penelope Ann Miller (1990) i Lili Taylor (1994). W dniu 19 maja 1997 poślubił Sarę Jessicę Parker. Mają syna Jamesa Wilke (ur. 28 października 2002 na Manhattanie) oraz bliźniaczki Marion Lorettę Elwell i Tabithę Hodge (ur. 22 czerwca 2009 w szpitalu Martins Ferry w stanie Ohio).

## Filmografia

### Reżyser
- 1996: Nieskończoność (Infinity)

### Aktor
- 1983: Powrót Maxa Dugana (Max Dugan Returns) jako Michael McPhee
- 1983: Gry wojenne (WarGames) jako David Lightman
- 1984: Kopciuszek
- 1985: 'Master Harold'... and the Boys jako Master Harold
- 1985: 1918 jako brat
- 1985: Zaklęta w sokoła (Ladyhawke) jako Phillipe
- 1986: On Valentine’s Day jako Brother
- 1986: Wolny dzień Ferrisa Buellera (Ferris Bueller's Day Off) jako Ferris Bueller
- 1987: Projekt X (Project X) jako Jimmy Garrett
- 1987: Courtship jako Brother
- 1988: Biloxi Blues jako Eugene
- 1988: Trylogia miłosna (Torch Song Trilogy) jako Alan
- 1988: Ona będzie miała dziecko (She’s Having a Baby) jako epizod
- 1989: Rodzinny interes (Family Business) jako Adam
- 1989: Chwała (Glory) jako pułkownik Robert Gould Shaw
- 1990: Nowicjusz (The Freshman) jako Clark Kellogg
- 1992: Zwariowane wakacje (Out on a Limb) jako Bill Campbell
- 1993: Spotkanie, którego nie było (The Night We Never Met) jako Sam Lester
- 1993: Szalone życie (A Life in the Theater) jako John
- 1993: Apartament (The Night We Never Met) jako Sam Lester
- 1994: Pani Parker i krąg jej przyjaciół (Mrs. Parker and the Vicious Circle) jako Charles MacArthur
- 1994: Droga do Wellville (The Road to Wellville) jako William Lightbody
- 1994: Król lew (The Lion King) jako dorosły Simba (głos)
- 1995: Złodziej z Bagdadu (Arabian Knight) jako Tack (głos)
- 1996: Telemaniak (The Cable Guy) jako Steven Kovacs
- 1996: Nieskończoność (Infinity) jako Richard Feynman
- 1997: Miłość jak narkotyk (Addicted to Love) jako Sam
- 1998: Godzilla jako dr Niko Tatopoulos
- 1998: Król lew 2: Czas Simby (The Lion King II: Simba's Pride) jako Simba (głos)
- 1999: Inspektor Gadżet (Inspector Gadget) jako inspektor Gadżet
- 1999: Wybory (Election) jako Jim McAllister
- 1999: Spacer po plaży (Walking to the Waterline)
- 2000: Możesz na mnie liczyć (You Can Count on Me) jako Brian Everett
- 2003: The Music Man jako profesor Harold Hill
- 2003: Dobry piesek (Good Boy!) jako Canid 3942, Hubble (głos)
- 2004: Maria i Bruce (Marie and Bruce) jako Bruce
- 2004: Ujęcie (The Last Shot) jako Steven Shats
- 2004: Żony ze Stepford (The Stepford Wives) jako Walter Eberhart
- 2004: Król lew 3: Hakuna matata (The Lion King 1 1/2) jako Simba (głos)
- 2005: Producenci (The Producers) jako Leo Bloom
- 2005: Powrót do klasy (Strangers with Candy) jako dr Roger Beekman
- 2006: Wesołych świąt
- 2007: Film o pszczołach (Bee Movie) jako Adam
- 2008: Kłopoty z Amandą (Finding Amanda) jako Taylor Mendon
- 2008: Dzielny Despero (The Tale of Despereaux) jako Despero (głos)
- 2008: Pamięć z odzysku (Diminished Capacity) jako Cooper Kennedy
- 2010: Beach Lane jako Mike Brennan
- 2010: Wonderful World jako Benjamin „Ben” Singer
- 2011: Margaret jako Andrew „Andy” Van Tassel
- 2011: Spot jako Steve głos
- 2011: Tower Heist: Zemsta cieciów jako Chase Fitzhugh
- 2012: Hans Christian Andersen jako Hans Christian Andersen
- 2012: Davis Baton jako Davis Baton

### Producent
- 1996: Nieskończoność (Infinity)

### Występy gościnne
- 1982–1987: Faerie Tale Theatre jako książę Henry (1985)
- 1993–2004: Frasier jako Mark (głos)

### Zdjęcia archiwalne
- 2004: Retrosexual: The 80's
- 2004: Broadway: The American Musical jako Leo Bloom